# ويلفريد فيلاسكيز
ويلفريد فيلاسكيز (بالإسبانية: Wilfred Velásquez)‏ (10 سبتمبر 1985 في غواتيمالا - ) هو لاعب كرة قدم غواتيمالي في مركز الوسط. لعب مع نادي كوميونيكيشنس وC.D. Suchitepéquez ‏.

## وصلات خارجية
- ويلفريد فيلاسكيز على موقع قاعدة بيانات كرة القدم.إي يو (الإنجليزية)
- ويلفريد فيلاسكيز على موقع ناشيونال فوتبول تيمز (الإنجليزية)
- ويلفريد فيلاسكيز على موقع Soccerway.com (الإنجليزية)